# Rob Hayles

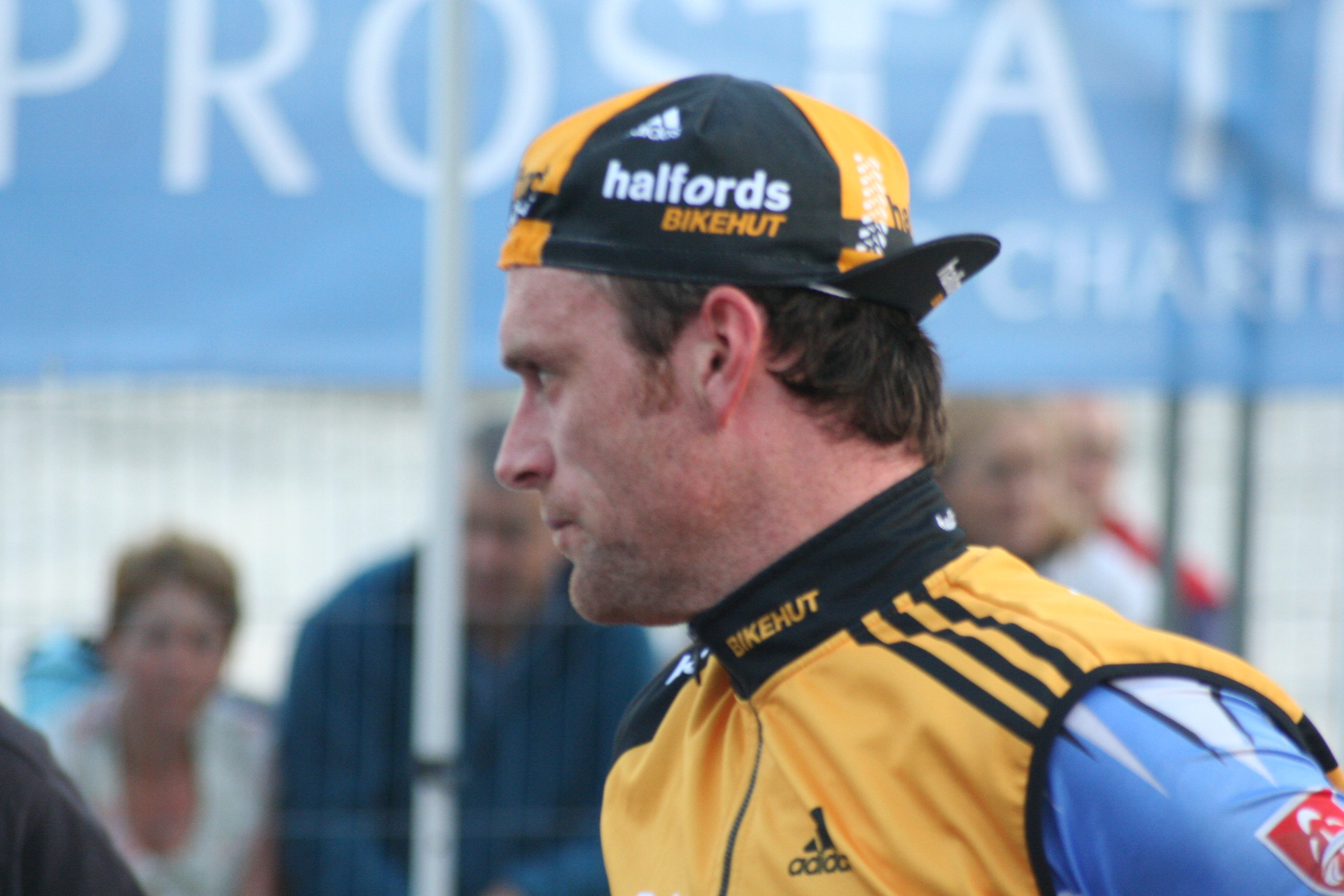
Rob Hayles (2009)

Robert Hayles (* 21. Januar 1973 in Portsmouth) ist ein ehemaliger britischer Radrennfahrer.
Auf der Straße gewann 1996 Hayles zwei Etappen der Tour de Langkawi und  damit seine ersten Wettbewerbe des internationalen Kalenders. 1999 gewann er die siebte Etappe der Prudential Tour. Im nächsten Jahr konnte er eine Etappe beim Circuit de Lorraine für sich entscheiden. Daraufhin wechselte er zu dem französischen Radsportteam Cofidis, konnte dort in drei Jahren jedoch keine weiteren internationalen Erfolge feiern. 2000 gewann er die nationale Meisterschaft im Kriterium. Erst 2004 gewann er eine Etappe bei der Normandie-Rundfahrt. 2005 und 2006 fuhr Hayles für das britische Continental Team Recycling.co.uk.
Auf der Bahn war Rob Hayles erfolgreicher als auf der Straße. Seine erste Bronzemedaille gewann er bei den Bahn-Radweltmeisterschaften 2000 in der Einerverfolgung. 2003 und 2004 wurde er mit der Nationalmannschaft in der Mannschaftsverfolgung jeweils Zweiter bei den Weltmeisterschaften und 2004 auch Zweiter in der Einerverfolgung. Bei den Olympischen Spielen in Athen unterlagen die Briten den Australiern im Finale und sicherten sich so die Silbermedaille. Außerdem gewann er die Bronzemedaille im Madison und wurde knapp geschlagener Vierter in der Einerverfolgung. Im ersten Jahr nach Olympia schafften er es dann zum ersten Mal, den Weltmeistertitel mit der Mannschaft und im Madison zu erringen. Bei den nächsten Weltmeisterschaften in Bordeaux wurde er zum dritten Mal Vizeweltmeister. Bei den Commonwealth Games in Melbourne gewann er die Silbermedaille in der Einerverfolgung und dazu eine Goldene im Mannschaftswettbewerb. Diese Erfolge fuhr Hayles unter anderem mit Bradley Wiggins, Chris Newton, Steve Cummings, Paul Manning, Bryan Steel und Geraint Thomas ein. 1995 und 1996 gewann er den nationalen Titel im Omnium. Er gewann 1995 bis 1997 das Rennen The Golden Wheel, ein traditionsreiches internationales Bahnrennen in London. Ende der Saison 2011 beendete er seine Karriere als Radrennfahrer.

## Erfolge

### Bahn
2005
- Weltmeister - Mannschaftsverfolgung (mit Paul Manning, Steve Cummings und Chris Newton)
- Weltmeister - Madison (mit Mark Cavendish)

2006
- Commonwealth Games - Mannschaftsverfolgung (mit Paul Manning, Steve Cummings und Chris Newton)

2008
- Weltcup Manchester - Mannschaftsverfolgung (mit Steven Burke, Ed Clancy und Geraint Thomas)

### Straße
1996
- zwei Etappen Tour de Langkawi

1999
- zwei Etappen Cinturón a Mallorca

2000
- eine Etappe Circuit de Lorraine

2004
- eine Etappe Tour de Normandie

2008
- Britischer Meister - Straßenrennen

## Teams
- 1996–1997 Team Ambrosia Desserts
- 1998 Team Brite
- 2001–2003 Cofidis-Le Crédit par Téléphone
- 2005–2006 Recycling.co.uk
- 2009 Team Halfords
- 2010–2011 Endura Racing